# Mozgawa (przystanek kolejowy)
Mozgawa – dawny wąskotorowy przystanek osobowy w Mozgawie, w gminie Pińczów, w powiecie pińczowskim, w województwie świętokrzyskim, w Polsce.